# 第十四季超級籃球聯賽
第14季超級籃球聯賽為超級籃球聯賽的第十四個賽季，2016年11月12日於板橋體育館開幕。比賽場館分布於新北市、桃園市、彰化縣、高雄市等地。
本季試辦類主場日（亦有人稱主題日），由球隊認養舉辦活動並可得票房分紅。一共四隻球隊認養四個活動，包括台銀聖誕籃球夜、桃園璞園我的制服時代、金門酒廠電音搖滾。

## 基本資料
- 官方網站：https://web.archive.org/web/20170712045842/http://sbl.basketball-tpe.org/
- 轉播單位：緯來體育台、緯來精采台、愛爾達育樂台
- 熱身賽：2016年11月1日~3日
- 例行賽：2016年11月12日開始
- 場館：本季於板橋體育館、彰化縣立體育館、中原大學體育館、高雄巨蛋體育館舉行
  - 著底色者為可飲食體育館
- 賽制：
  - 例行賽：五輪循環，共105場
  - 季後賽：第1輪將由例行賽第3至6名(3、6；4、5)名球隊進行單淘汰賽，5戰3勝制。第2輪將由最終四強進行單淘汰賽，7戰4勝制
- 參賽隊伍：裕隆納智捷、臺北達欣工程、桃園璞園建築、富邦勇士、金門酒廠、台灣啤酒、臺灣銀行
- 主題曲：
- 口號與標語：為團隊而戰 Hero for Team

## 總教練更換
| 球隊     | 前任總教練 | 接任總教練 |
| 金門酒廠 | 許智超     | 楊哲宜     |
| 臺灣銀行 | 洪濬正     | 許智超     |
| 台灣啤酒 | 閻家驊     | 周俊三     |

## 球員轉隊名單
自由球員
- 含旅外返球員

| 球員   | 第13季所屬球隊 | 第14季所屬球隊 |
| 陳則語 | 金門酒廠       | 裕隆納智捷     |
| 葛記豪 | 桃園璞園建築   | 裕隆納智捷     |
| 陳世念 | 山東金星       | 裕隆納智捷     |
| 宋宇軒 | 金門酒廠       | 富邦勇士       |
| 蔡文誠 | 桃園璞園建築   | 富邦勇士       |
| 張伯維 | 臺灣銀行       | 富邦勇士       |
| 洪志善 | 山西汾酒       | 富邦勇士       |
| 賴柏霖 | 台北達欣工程   | 富邦勇士       |
| 黃家明 | 臺灣銀行       | 桃園璞園建築   |
| 吳岱豪 | 山西汾酒       | 桃園璞園建築   |
| 朱億宗 | 台北達欣工程   | 台灣啤酒       |
| 張羽霖 | 富邦勇士       | 台灣啤酒       |
| 林柏偉 | -              | 台灣啤酒       |
| 李秉鴻 | -              | 金門酒廠       |
| 林力仁 | 桃園璞園建築   | 金門酒廠       |
| 倪學謙 | 桃園璞園建築   | 金門酒廠       |
| 洪康喬 | 桃園璞園建築   | 金門酒廠       |
| 蘇翊傑 | 佛山龍獅       | 台北達欣工程   |
| 郭少傑 | 金門酒廠       | 臺灣銀行       |
| 鄭 鐵  | 富邦勇士       | 臺灣銀行       |
| 簡肇熠 | 裕隆納智捷     | 臺灣銀行       |

交易
| 球員   | 球隊     | 球隊     |
| 尚韋帆 | 金門酒廠 | 台灣啤酒 |
| 王泰傑 | 台灣啤酒 | 金門酒廠 |
| 吳建龍 | 台灣啤酒 | 金門酒廠 |
| 蕭順議 | 富邦勇士 | 金門酒廠 |
| 蘇奕晉 | 富邦勇士 | 金門酒廠 |
| 張宗憲 | 金門酒廠 | 富邦勇士 |

落選球員
| 球員   | 第14季所屬球隊 |
| 王律智 | 桃園璞園建築   |
| 柴 瑋  | 富邦勇士       |

## 隊員名單
最後更新：2017-2-4
| 球隊         | 教練 （粗體為總教練） | 球員 （姓名前為背號、姓名後為中華民國曆生日） | 球員 （姓名前為背號、姓名後為中華民國曆生日）                                                                  | 球員 （姓名前為背號、姓名後為中華民國曆生日） |
| 球隊         | 教練 （粗體為總教練） | 前鋒 | 中鋒 | 後衛 |
| 桃園璞園建築 | 麥班達 楊宜峰 黃啟峰  | 02 王律智 1992/03/23 09 林金榜 1985/06/15 12 施晉堯 1990/10/28 13 林耀宗 1990/09/07 15 李啟瑋 1993/04/08 21 簡 浩 1985/03/07 27 林任鴻 1993/12/18 51 黃家明 1989/07/06                                                                 | 15 陳子威 1985/01/30 20 吳宏興 1989/10/21 25 蘇柏彰 1989/09/26 50 Quincy Davis 1983/02/16 54 吳岱豪 1985/02/07 | 03 吳家駿 1994/03/03 05 彭俊諺 1989/12/05 06 陳堅恩 1988/10/04                                                                                     |
| 台灣啤酒     | 周俊三 劉華林 潘仁德  | 10 朱億宗 1986/08/04 11 黃聰翰 1994/07/07 15 左從凱 1986/09/15 20 周伯勳 1991/03/06 21 張羽霖 1986/01/16 23 呂奇旻 1989/10/27 26 張容軒 1987/12/18 27 王皓吉 1989/09/22 33 尚韋帆 1978/03/09 77 邱金龍 1992/01/06 92 林柏偉 1993/11/18 | 00 Bryan Davis 1986/12/31 50 Liam McMorrow 1987/07/22 89 陳兆豪 1992/06/12                                     | 06 李愷諺 1993/05/06 07 煥亞 1993/11/30 14 蔣淯安 1991/08/04 47 林瑞堃 1986/05/21 82 吳敏賢 1988/12/19                                             |
| 台北達欣工程 | 邱大宗 范耿祥 王志群  | 07 施顏宗 1992/05/29 10 岳瀛立 1984/08/09 12 林宜輝 1986/03/24 25 張家榮 1988/09/28 27 黃 鎮 1990/06/27 36 翁嘉鴻 1992/03/15 | 20 蔡峻銘 1988/02/10 35 西姆·布拉 1992/12/22 79 劉元凱 1991/07/09                                              | 02 蘇翊傑 1987/01/28 06 周儀翔 1991/02/04 08 羅鈺群 1988/05/07 09 王子綱 1993/01/27 11 張智峰 1981/04/22 24 林冠綸 1984/01/23 72 呂濟而 1992/01/15 |
| 裕隆納智捷   | 魏永泰 李啟億 邱啟益  | 02 吳奉晟 1986/11/29 08 周柏臣 1990/08/08 11 潘冠翰 1989/06/19 12 胡凱翔 1991/05/16 13 呂政儒 1986/04/06 93 郭昭男 1992/11/06 | 01 Hervé Lamizana 1981/01/22 18 吳怡斌 1992/08/29 53 李德威 1991/10/15                                         | 03 陳則語 1991/05/12 04 柯旻豪 1992/12/27 07 陳世念 1984/04/08 15 周士淵 1983/11/16 23 盧冠良 1991/04/09 51 崔國增 1990/10/06 56 葛記豪 1985/11/19 |
| 富邦勇士     | 顏行書 林煒皓 姜智振  | 03 張宗憲 1988/12/27 07 張伯維 1990/07/22 08 柴 瑋 1992/08/06 10 楊興治 1993/11/09 11 陳孝榮 1990/05/30 12 包提傑 1993/03/03 14 蔡文誠 1985/05/31 19 柳昇耀 1983/11/24 21 陳京華 1991/10/21                                            | 13 林孟學 1992/10/14 31 Patrick O'Bryant 1986/06/20                                                            | 01 林書緯 1992/06/21 02 高健益 1990/06/10 04 吳永仁 1982/09/22 05 宋宇軒 1989/12/05 06 賴柏霖 1989/11/10 20 魏 維 1987/12/09 24 洪志善 1985/07/05  |
| 臺灣銀行     | 許智超 林育正 周本堂  | 06 陳順詳 1985/05/25 07 余純安 1992/02/13 12 范士恩 1994/06/01 15 陳侑昫 1990/10/01 24 郭少傑 1990/04/09 30 劉韋辰 1988/11/27 88 龍弘元 1988/10/24                                                                                     | 11 陳國維 1984/07/06 13 呂冠霆 1992/10/13 14 林郅為 1992/07/10 50 Liam McMorrow 1987/07/22                     | 03 李維哲 1991/05/08 08 簡肇熠 1993/07/12 09 蔡勝耀 1991/10/19 18 吳祐任 1993/11/05 21 成力煥 1988/03/05 47 鄭 鐵 1992/08/22 68 張博勝 1987/02/02  |
| 金門酒廠     | 楊哲宜 吳俊雄 桑一慶  | 03 吳建龍 1988/09/05 04 Eugene Phelps 1990/01/23 08 蕭順議 1992/10/23 11 陳文宏 1991/07/14 22 鄭騏寬 1994/01/28 25 鄧安誠 1985/11/06 33 洪康喬 1992/04/22 41 蘇奕晉 1993/12/29 58 李家慶 1992/01/11 95 陳靖寰 1986/02/03               | 15 陳冠全 1993/12/30 31 李俊緯 1988/10/17                                                                      | 00 李秉鴻 1989/11/03 02 簡偉儒 1992/01/20 05 倪學謙 1991/12/18 07 林力仁 1990/06/16 13 王泰傑 1992/11/17 16 林韋翰 1990/07/09                      |

## 熱身賽
2016年11月1日~03日於板橋體育館進行，每隊各出賽2場。

### 賽程表
| 日期              | 時間  | 球隊 （淺色球衣） | 比數   | 球隊 （深色球衣） | 地點       |
| ----------------- | ----- | ----------------- | ------ | ----------------- | ---------- |
| 2016年11月1日(二) | 17:00 | 桃園璞園          | 82：86 | 富邦勇士          | 板橋體育館 |
| 2016年11月1日(二) | 19:00 | 台灣銀行          | 65：81 | 台灣啤酒          | 板橋體育館 |
| 2016年11月2日(三) | 15:00 | 裕隆納智捷        | 69：63 | 金門酒廠          | 板橋體育館 |
| 2016年11月2日(三) | 17:00 | 富邦勇士          | 70：62 | 台北達欣          | 板橋體育館 |
| 2016年11月2日(三) | 19:00 | 台灣啤酒          | 72：79 | 桃園璞園          | 板橋體育館 |
| 2016年11月3日(四) | 17:00 | 台北達欣          | 74：67 | 裕隆納智捷        | 板橋體育館 |
| 2016年11月3日(四) | 19:00 | 金門酒廠          | 71：69 | 台灣銀行          | 板橋體育館 |

## 例行賽

### 戰績表
| 球隊 | 應賽 | 已賽 | 勝場 | 敗場 | 勝率 | 勝差 | 名次 |
| 達欣 | 30   | 30   | 21   | 9    | .700 | －   | 1    |
| 裕隆 | 30   | 30   | 19   | 11   | .633 | 2.0  | 2    |
| 台啤 | 30   | 30   | 18   | 12   | .600 | 3.0  | 3    |
| 富邦 | 30   | 30   | 17   | 13   | .567 | 4.0  | 4    |
| 璞園 | 30   | 30   | 14   | 16   | .467 | 7.0  | 5    |
| 金酒 | 30   | 30   | 9    | 21   | .300 | 12.0 | 6    |
| 臺銀 | 30   | 30   | 7    | 23   | .241 | 14.0 | 7    |

- 綠色表示直接晉級第二輪季後賽
- 黃色表示晉級季後賽
- 白色表示確定無緣季後賽

### 各隊對戰成績
- 對戰成績表

| 隊名     | 台灣啤酒 | 桃園璞園 | 達欣工程 | 裕隆納智捷 | 富邦勇士 | 台灣銀行 | 金門酒廠 |
| -------- | -------- | -------- | -------- | ---------- | -------- | -------- | -------- |
| 台灣啤酒 | X        | 2-3      | 1-4      | 2-3        | 3-2      | 5-0      | 5-0      |
| 桃園璞園 | 3-2      | X        | 1-4      | 3-2        | 2-3      | 2-3      | 3-2      |
| 台北達欣 | 4-1      | 4-1      | X        | 3-2        | 3-2      | 4-1      | 3-2      |
| 新北裕隆 | 3-2      | 2-3      | 2-3      | X          | 3-2      | 4-1      | 5-0      |
| 富邦勇士 | 2-3      | 3-2      | 2-3      | 2-3        | X        | 4-1      | 4-1      |
| 台灣銀行 | 0-5      | 3-2      | 1-4      | 1-4        | 1-4      | X        | 1-4      |
| 金門酒廠 | 0-5      | 2-3      | 2-3      | 0-5        | 1-4      | 4-1      | X        |

※本表與戰績如有差別，請更正
※每隊各交手五次

### 第1週
| 11月12日 17:00 |

| 賽後數據 |

| 富邦勇士 81–78 台北達欣                        |  |                                               |
| 每節分數： 25–20、19–20、21–18、16–20          |  |                                               |
| 得分： 李恩 19 篮板： 蔡文誠 9 助攻： 林書緯 4 |  | 得分： 布拉 26 篮板： 布拉 13 助攻： 蘇翊傑 4 |

| 11月12日 19:30 |

| 賽後數據 |

| 台灣啤酒 61–73 桃園璞園                             |  |                                                  |
| 每節分數： 16–21、13–16、16–13、16–23               |  |                                                  |
| 得分： 呂奇旻 19 篮板： 歐布萊恩 16 助攻： 吳敏賢 5 |  | 得分： 戴維斯 22 篮板： 戴維斯 9 助攻： 李啟瑋 4 |

| 11月13日 15:00 |

| 賽後數據 |

| 台灣銀行 63–70 裕隆納智捷                         |  |                                                     |
| 每節分數： 14–19、18–15、17–17、14–19             |  |                                                     |
| 得分： 奈維爾 15 篮板： 奈維爾 17 助攻： 張博勝 3 |  | 得分： 賀夫 20 篮板： 賀夫 12 助攻： 賀夫, 葛記豪 4 |

| 11月13日 17:00 |

| 賽後數據 |

| 台北達欣 98–89 金門酒廠                             |  |                                                       |
| 每節分數： 21–17、30–17、25–24、22–31               |  |                                                       |
| 得分： 布拉 16 篮板： 布拉 15 助攻： 周儀翔, 布拉 4 |  | 得分： 菲爾普斯 42 篮板： 菲爾普斯 17 助攻： 林韋翰 6 |

| 11月13日 19:00 |

| 賽後數據 |

| 桃園璞園 86–87 富邦勇士                          |  |                                                                       |
| 每節分數： 24–15、25–24、16–27、21–21            |  |                                                                       |
| 得分： 陳子威 15 篮板： 戴維斯 6 助攻： 林金榜 4 |  | 得分： 李恩 18 篮板： 李恩 16 助攻： 洪志善, 楊興治, 林書緯, 林孟學 2 |

### 第2週
| 11月17日 18:00 |

| 賽後數據 |

| 金門酒廠 76–90 裕隆納智捷                                     |  |                                                |
| 每節分數： 19–25、17–23、20–19、20–23                         |  |                                                |
| 得分： 菲爾普斯 45 篮板： 菲爾普斯 20 助攻： 林韋翰, 簡偉儒 2 |  | 得分： 胡凱翔 19 篮板： 賀夫 7 助攻： 葛記豪 6 |

| 11月17日 20:00 |

| 賽後數據 |

| 台灣啤酒 74–64 台灣銀行                                 |  |                                                   |
| 每節分數： 13–9、19–22、15–12、27–21                    |  |                                                   |
| 得分： 歐布萊恩 15 篮板： 歐布萊恩 16 助攻： 歐布萊恩 4 |  | 得分： 李維哲 16 篮板： 奈維爾 15 助攻： 李維哲 5 |

| 11月18日 18:00 |

| 賽後數據 |

| 桃園璞園 53–82 台北達欣                      |  |                                                 |
| 每節分數： 19–11、9–20、16–33、9–18          |  |                                                 |
| 得分： 簡浩 13 篮板： 簡浩 8 助攻： 戴維斯 4 |  | 得分： 周儀翔 18 篮板： 布拉 15 助攻： 周儀翔 7 |

| 11月18日 20:00 |

| 賽後數據 |

| 富邦勇士 85–82 金門酒廠                                       |  |                                                       |
| 每節分數： 14–14、29–22、22–24、20–22                         |  |                                                       |
| 得分： 李恩 19 篮板： 李恩 14 助攻： 洪志善, 林書緯, 宋宇軒 3 |  | 得分： 菲爾普斯 26 篮板： 菲爾普斯 12 助攻： 林韋翰 5 |

| 11月19日 17:00 |

| 賽後數據 |

| 裕隆納智捷 78–58 台灣啤酒                    |  |                                                              |
| 每節分數： 31–14、17–11、17–20、13–13        |  |                                                              |
| 得分： 胡凱翔 14 篮板： 賀夫 9 助攻： 賀夫 5 |  | 得分： 朱億宗 12 篮板： 歐布萊恩 7 助攻： 歐布萊恩, 呂奇旻 3 |

| 11月19日 19:00 |

| 賽後數據 |

| 台灣銀行 75–71 桃園璞園                           |  |                                                   |
| 每節分數： 13–18、26–13、19–22、17–18             |  |                                                   |
| 得分： 奈維爾 22 篮板： 奈維爾 13 助攻： 李維哲 3 |  | 得分： 戴維斯 14 篮板： 戴維斯 20 助攻： 戴維斯 3 |

| 11月20日 17:00 |

| 賽後數據 |

| 台灣啤酒 67–80 台北達欣                                       |  |                                                   |
| 每節分數： 15–23、22–10、18–25、12–22                         |  |                                                   |
| 得分： 張羽霖 21 篮板： 歐布萊恩 15 助攻： 歐布萊恩, 張容軒 4 |  | 得分： 施顏宗 20 篮板： 施顏宗 14 助攻： 蘇翊傑 6 |

| 11月20日 19:00 |

| 賽後數據 |

| 富邦勇士 74–70 台灣銀行                          |  |                                                         |
| 每節分數： 16–19、14–20、22–12、22–19            |  |                                                         |
| 得分： 奈維爾 18 篮板： 奈維爾 9 助攻： 李維哲 4 |  | 得分： 蔡文誠 20 篮板： 李恩 14 助攻： 林孟學, 蔡文誠 3 |

### 第3週
| 11月24日 18:00 |

| 賽後數據 |

| 台北達欣 74–80 裕隆納智捷                            |  |                                             |
| 每節分數： 17–21、15–14、20–22、23–24                |  |                                             |
| 得分： 蘇翊傑 18 篮板： 西姆·布拉 10 助攻： 蘇翊傑 6 |  | 得分： 賀夫 29 篮板： 賀夫 17 助攻： 賀夫 6 |

| 11月24日 20:00 |

| 賽後數據 |

| 台灣銀行 75–83 金門酒廠                                   |  |                                                               |
| 每節分數： 17–13、13–25、19–29、26–16                     |  |                                                               |
| 得分： 奈維爾 31 篮板： 奈維爾 22 助攻： 張博勝, 余純安 3 |  | 得分： 菲爾普斯 31 篮板： 簡偉儒, 菲爾普斯 11 助攻： 林韋翰 5 |

| 11月25日 18:00 |

| 賽後數據 |

| 台灣啤酒 71–78 富邦勇士                                         |  |                                                 |
| 每節分數： 20–20、19–17、16–17、17–24                           |  |                                                 |
| 得分： 黃聰翰 15 篮板： 布莱恩·戴維斯 10 助攻： 布莱恩·戴維斯 6 |  | 得分： 洪志善 18 篮板： 李恩 10 助攻： 林書緯 4 |

| 11月25日 20:00 |

| 賽後數據 |

| 裕隆納智捷 71–92 桃園璞園                              |  |                                                   |
| 每節分數： 22–24、18–22、15–27、16–19                  |  |                                                   |
| 得分： 賀夫 14 篮板： 潘冠翰 5 助攻： 周士淵, 陳則語 2 |  | 得分： 陳堅恩 19 篮板： 戴維斯 16 助攻： 陳堅恩 5 |

| 11月26日 17:00 |

| 賽後數據 |

| 金門酒廠 58–75 台灣啤酒                                         |  |                                                                                |
| 每節分數： 7–21、19–11、13–24、19–19                            |  |                                                                                |
| 得分： 菲爾普斯 30 篮板： 菲爾普斯 10 助攻： 菲爾普斯, 林韋翰 2 |  | 得分： 布莱恩·戴維斯, 于煥亞 14 篮板： 布莱恩·戴維斯 15 助攻： 布莱恩·戴維斯 7 |

| 11月26日 19:00 |

| 賽後數據 |

| 台北達欣 93–87 台灣銀行（OT2）                       |  |                                                           |
| 每節分數： 15–16、19–22、21–20、19–16、： 6–6, 13–7  |  |                                                           |
| 得分： 蘇翊傑 22 篮板： 西姆·布拉 14 助攻： 蘇翊傑 4 |  | 得分： 張博勝, 奈維爾 23 篮板： 奈維爾 15 助攻： 李維哲 6 |

| 11月27日 17:00 |

| 賽後數據 |

| 桃園璞園 79–69 金門酒廠                                   |  |                                                                         |
| 每節分數： 19–17、18–15、22–18、20–19                     |  |                                                                         |
| 得分： 林金榜 15 篮板： 戴維斯 10 助攻： 戴維斯, 吳岱豪 3 |  | 得分： 菲爾普斯 38 篮板： 菲爾普斯 20 助攻： 菲爾普斯, 林韋翰, 王泰傑 3 |

| 11月27日 19:00 |

| 賽後數據 |

| 富邦勇士 62–71 裕隆納智捷                     |  |                                              |
| 每節分數： 17–24、15–14、17–17、13–16         |  |                                              |
| 得分： 李恩 20 篮板： 李恩 14 助攻： 林書緯 6 |  | 得分： 賀夫 22 篮板： 賀夫 9 助攻： 周士淵 5 |

### 第4週
| 12月2日 18:00 |

| 賽後數據 |

| 富邦勇士 76–73 桃園璞園                                          |  |                                                        |
| 每節分數： 19–20、16–11、27–24、14–18                            |  |                                                        |
| 得分： 蔡文誠 17 篮板： 蔡文誠, 林書緯 4 助攻： 蔡文誠, 林書緯 4 |  | 得分： 陳子威 11 篮板： 吳岱豪 8 助攻： 簡浩, 吳家駿 3 |

| 12月2日 20:00 |

| 賽後數據 |

| 金門酒廠 82–89 台北達欣                                         |  |                                                         |
| 每節分數： 17–22、23–18、16–23、26–26                           |  |                                                         |
| 得分： 菲爾普斯 33 篮板： 菲爾普斯 13 助攻： 王泰傑, 菲爾普斯 3 |  | 得分： 西姆·布拉 22 篮板： 西姆·布拉 16 助攻： 蘇翊傑 5 |

| 12月3日 15:00 |

| 賽後數據 |

| 台灣啤酒 89–76 台灣銀行                                                |  |                                                   |
| 每節分數： 24–18、20–13、26–26、19–19                                  |  |                                                   |
| 得分： 布莱恩·戴維斯 22 篮板： 布莱恩·戴維斯 15 助攻： 布莱恩·戴維斯 6 |  | 得分： 奈維爾 23 篮板： 奈維爾 17 助攻： 李維哲 4 |

| 12月3日 17:00 |

| 賽後數據 |

| 桃園璞園 74–78 裕隆納智捷                         |  |                                                          |
| 每節分數： 19–28、15–12、19–19、21–19             |  |                                                          |
| 得分： 施晉堯 15 篮板： 戴維斯 13 助攻： 林金榜 4 |  | 得分： 周士淵 16 篮板： 周柏臣 8 助攻： 陳世念, 潘冠翰 2 |

| 12月3日 19:00 |

| 賽後數據 |

| 台北達欣 76–57 富邦勇士                                |  |                                                 |
| 每節分數： 20–12、21–13、18–17、17–15                  |  |                                                 |
| 得分： 西姆·布拉 23 篮板： 西姆·布拉 8 助攻： 施顏宗 4 |  | 得分： 宋宇軒 13 篮板： 李恩 10 助攻： 林書緯 3 |

| 12月4日 15:00 |

| 賽後數據 |

| 台灣銀行 85–95 金門酒廠                           |  |                                                       |
| 每節分數： 28–19、21–15、22–29、14–32             |  |                                                       |
| 得分： 奈維爾 23 篮板： 奈維爾 15 助攻： 李維哲 3 |  | 得分： 菲爾普斯 37 篮板： 菲爾普斯 14 助攻： 林韋翰 5 |

| 12月4日 17:00 |

| 賽後數據 |

| 台灣啤酒 73–69 桃園璞園                                                       |  |                                                           |
| 每節分數： 18–14、19–17、15–31、21–7                                          |  |                                                           |
| 得分： 布莱恩·戴維斯19 篮板： 布莱恩·戴維斯 12 助攻： 布莱恩·戴維斯, 林瑞堃 3 |  | 得分： 戴維斯 20 篮板： 戴維斯 16 助攻： 戴維斯, 林金榜 3 |

| 12月4日 19:00 |

| 賽後數據 |

| 裕隆納智捷 59–74 富邦勇士                  |  |                                                       |
| 每節分數： 25–24、9–13、16–19、9–18        |  |                                                       |
| 得分： 賀夫 24 篮板： 賀夫 6 助攻： 賀夫 2 |  | 得分： 李恩 14 篮板： 李恩 18 助攻： 林書緯, 張伯維 3 |

### 第5週
| 12月9日 18:00 |

| 賽後數據 |

| 台北達欣 80–73 台灣銀行                              |  |                                                   |
| 每節分數： 16–8、12–23、26–19、26–23                 |  |                                                   |
| 得分： 蘇翊傑 24 篮板： 西姆·布拉 12 助攻： 蘇翊傑 3 |  | 得分： 劉韋辰 19 篮板： 奈維爾 15 助攻： 成力煥 3 |

| 12月9日 20:00 |

| 賽後數據 |

| 台灣啤酒 76–69 富邦勇士                                                |  |                                                 |
| 每節分數： 15–18、13–20、26–14、22–17                                  |  |                                                 |
| 得分： 布莱恩·戴維斯 25 篮板： 布莱恩·戴維斯 11 助攻： 布莱恩·戴維斯 7 |  | 得分： 張伯維 15 篮板： 李恩 14 助攻： 陳孝榮 4 |

| 12月10日 15:00 |

| 賽後數據 |

| 裕隆納智捷 85–82 金門酒廠（OT）                 |  |                                                       |
| 每節分數： 22–15、17–12、16–24、16–20、： 14–11 |  |                                                       |
| 得分： 賀夫 25 篮板： 賀夫 11 助攻： 葛記豪 6   |  | 得分： 菲爾普斯 25 篮板： 菲爾普斯 15 助攻： 倪學謙 4 |

| 12月10日 17:00 |

| 賽後數據 |

| 台灣啤酒 67–71 台北達欣                                         |  |                                                            |
| 每節分數： 15–25、13–13、17–20、22–13                           |  |                                                            |
| 得分： 朱億宗 19 篮板： 布莱恩·戴維斯 15 助攻： 布莱恩·戴維斯 6 |  | 得分： 呂濟而, 布拉 16 篮板： 西姆·布拉 16 助攻： 周儀翔 6 |

| 12月10日 19:00 |

| 賽後數據 |

| 桃園璞園 65–67 台灣銀行                          |  |                                                   |
| 每節分數： 15–16、11–16、18–16、21–19            |  |                                                   |
| 得分： 戴維斯 21 篮板： 戴維斯 7 助攻： 吳家駿 3 |  | 得分： 奈維爾 21 篮板： 奈維爾 20 助攻： 奈維爾 4 |

| 12月11日 15:00 |

| 賽後數據 |

| 台北達欣 86–85 裕隆納智捷                                       |  |                                               |
| 每節分數： 21–20、20–12、22–29、23–24                           |  |                                               |
| 得分： 西姆·布拉 36 篮板： 西姆·布拉 18 助攻： 周儀翔, 蘇翊傑 3 |  | 得分： 賀夫 29 篮板： 賀夫 15 助攻： 葛記豪 5 |

| 12月11日 17:00 |

| 賽後數據 |

| 台灣銀行 88–81 富邦勇士                          |  |                                                 |
| 每節分數： 24–17、19–20、22–24、23–20            |  |                                                 |
| 得分： 李維哲 22 篮板： 奈維爾 8 助攻： 李維哲 6 |  | 得分： 林書緯 15 篮板： 李恩 12 助攻： 林書緯 4 |

| 12月11日 19:00 |

| 賽後數據 |

| 金門酒廠 73–84 桃園璞園                                       |  |                                                           |
| 每節分數： 12–17、16–18、23–24、22–25                         |  |                                                           |
| 得分： 菲爾普斯 24 篮板： 菲爾普斯 20 助攻： 王泰傑, 簡偉儒 4 |  | 得分： 戴維斯 18 篮板： 戴維斯 13 助攻： 林金榜, 施晉堯 4 |

### 第6週
| 12月15日 18:00 |

| 賽後數據 |

| 裕隆納智捷 55–68 台灣銀行                    |  |                                                   |
| 每節分數： 11–8、14–23、16–23、14–14         |  |                                                   |
| 得分： 賀夫 20 篮板： 賀夫 8 助攻： 葛記豪 2 |  | 得分： 奈維爾 25 篮板： 奈維爾 19 助攻： 李維哲 3 |

| 12月15日 20:00 |

| 賽後數據 |

| 富邦勇士 85–77 金門酒廠                                 |  |                                                       |
| 每節分數： 19–17、21–19、24–18、21–23                   |  |                                                       |
| 得分： 李恩 篮板： 李恩 助攻： 洪志善, 蔡文誠, 林書緯 3 |  | 得分： 菲爾普斯 25 篮板： 菲爾普斯 16 助攻： 蕭順議 4 |

| 12月16日 18:00 |

| 賽後數據 |

| 台灣啤酒 89–59 裕隆納智捷                          |  |                                                                                 |
| 每節分數： 15–15、24–16、29–15、21–13              |  |                                                                                 |
| 得分： 賀夫 15 篮板： 周柏臣, 賀夫 7 助攻： 賀夫 3 |  | 得分： 于煥亞 20 篮板： 布莱恩·戴維斯 14 助攻： 王皓吉, 布莱恩·戴維斯, 周柏勳 3 |

| 12月16日 20:00 |

| 賽後數據 |

| 桃園璞園 71–79 台北達欣                                 |  |                                                  |
| 每節分數： 21–20、12–30、20–17、18–12                   |  |                                                  |
| 得分： 西姆·布拉 23 篮板： 西姆·布拉 19 助攻： 蘇翊傑 5 |  | 得分： 施晉堯 24 篮板： 戴維斯 9 助攻： 施晉堯 5 |

| 12月17日 17:00 |

| 賽後數據 |

| 金門酒廠 58–76 台灣啤酒                                         |  |                                                                 |
| 每節分數： 14–14、12–19、18–24、14–19                           |  |                                                                 |
| 得分： 菲爾普斯 15 篮板： 菲爾普斯 12 助攻： 菲爾普斯, 蘇奕晉 2 |  | 得分： 布莱恩·戴維斯 16 篮板： 布莱恩·戴維斯 26 助攻： 于煥亞 8 |

| 12月17日 19:00 |

| 賽後數據 |

| 台北達欣 70–80 台灣銀行                             |  |                                                  |
| 每節分數： 2–23、22–11、19–25、27–21                |  |                                                  |
| 得分： 林冠綸 19 篮板： 西姆·布拉 9 助攻： 周儀翔 3 |  | 得分： 李維哲 16 篮板： 成力煥 7 助攻： 郭少傑 4 |

| 12月18日 17:00 |

| 賽後數據 |

| 桃園璞園 81–70 富邦勇士                           |  |                                                 |
| 每節分數： 24–14、20–14、17–24、20–18             |  |                                                 |
| 得分： 陳子威 25 篮板： 戴維斯 15 助攻： 吳家駿 6 |  | 得分： 宋宇軒 24 篮板： 李恩 10 助攻： 宋宇軒 2 |

| 12月18日 19:00 |

| 賽後數據 |

| 裕隆納智捷 79–67 金門酒廠                      |  |                                                                         |
| 每節分數： 16–15、31–16、12–21、20–15          |  |                                                                         |
| 得分： 周柏臣 20 篮板： 賀夫 7 助攻： 陳世念 3 |  | 得分： 菲爾普斯 24 篮板： 菲爾普斯 20 助攻： 簡偉儒, 蕭順議, 菲爾普斯 2 |

### 第7週
| 12月22日 18:00 |

| 賽後數據 |

| 富邦勇士 96–72 台灣啤酒                           |  |                                                                       |
| 每節分數： 23–23、28–17、23–13、22–19             |  |                                                                       |
| 得分： 蔡文誠 18 篮板： 包提傑 8 助攻： 林書緯 10 |  | 得分： 布莱恩·戴維斯 19 篮板： 布莱恩·戴維斯 6 助攻： 布莱恩·戴維斯 6 |

| 12月22日 20:00 |

| 賽後數據 |

| 台灣銀行 101–106 金門酒廠（OT2）                     |  |                                                       |
| 每節分數： 15–19、12–21、16–19、33–17、： 9–9, 16–21 |  |                                                       |
| 得分： 奈維爾 37 篮板： 奈維爾 26 助攻： 李維哲 5    |  | 得分： 菲爾普斯 46 篮板： 菲爾普斯 29 助攻： 簡偉儒 5 |

| 12月23日 18:00 |

| 賽後數據 |

| 裕隆納智捷 78–63 桃園璞園                     |  |                                                   |
| 每節分數： 25–18、19–11、19–12、15–22         |  |                                                   |
| 得分： 周柏臣 18 篮板： 賀夫 15 助攻： 賀夫 4 |  | 得分： 林金榜 11 篮板： 吳岱豪 10 助攻： 吳家駿 3 |

| 12月23日 20:00 |

| 賽後數據 |

| 台北達欣 86–102 富邦勇士                                     |  |                                                  |
| 每節分數： 17–12、24–25、15–27、26–38                        |  |                                                  |
| 得分： 周儀翔 23 篮板： 西姆·布拉 20 助攻： 蘇翊傑, 周儀翔 4 |  | 得分： 蔡文誠 20 篮板： 包提傑 9 助攻： 林書緯 6 |

| 12月24日 17:00 |

| 賽後數據 |

| 台灣啤酒 82–69 台灣銀行                                        |  |                                                   |
| 每節分數： 25–15、21–22、17–13、19–19                          |  |                                                   |
| 得分： 周伯勳 19 篮板： 布莱恩·戴維斯 9 助攻： 布莱恩·戴維斯 7 |  | 得分： 李維哲 17 篮板： 奈維爾 12 助攻： 李維哲 5 |

| 12月24日 19:00 |

| 賽後數據 |

| 桃園璞園 82–71 金門酒廠                           |  |                                                               |
| 每節分數： 22–21、18–19、18–19、24–12             |  |                                                               |
| 得分： 戴維斯 24 篮板： 戴維斯 16 助攻： 吳家駿 3 |  | 得分： 菲爾普斯 28 篮板： 菲爾普斯 10 助攻： 簡偉儒, 陳冠全 2 |

| 12月25日 17:00 |

| 賽後數據 |

| 裕隆納智捷 70–68 富邦勇士                    |  |                                               |
| 每節分數： 22–15、17–14、15–15、16–24        |  |                                               |
| 得分： 賀夫 26 篮板： 周柏臣 7 助攻： 賀夫 4 |  | 得分： 李恩 21 篮板： 李恩 25 助攻： 蔡文誠 3 |

| 12月25日 19:00 |

| 賽後數據 |

| 台北達欣 90–77 台灣啤酒                              |  |                                                                                        |
| 每節分數： 19–30、27–15、29–11、15–21                |  |                                                                                        |
| 得分： 林宜輝 27 篮板： 西姆·布拉 18 助攻： 張家榮 4 |  | 得分： 布莱恩·戴維斯 22 篮板： 布莱恩·戴維斯 14 助攻： 布莱恩·戴維斯, 李愷諺, 朱億宗 3 |

### 第8週
| 12月29日 18:00 |

| 賽後數據 |

| 金門酒廠 89–70 台北達欣                                  |  |                                                         |
| 每節分數： 19–24、20–13、26–11、24–22                    |  |                                                         |
| 得分： 菲爾普斯 26 篮板： 菲爾普斯 16 助攻： 菲爾普斯 10 |  | 得分： 西姆·布拉 15 篮板： 西姆·布拉 17 助攻： 周儀翔 3 |

| 12月29日 20:00 |

| 賽後數據 |

| 台灣啤酒 80–75 裕隆納智捷                                              |  |                                                  |
| 每節分數： 19–13、26–24、17–23、18–15                                  |  |                                                  |
| 得分： 布莱恩·戴維斯 31 篮板： 布莱恩·戴維斯 15 助攻： 布莱恩·戴維斯 6 |  | 得分： 呂政儒 22 篮板： 呂政儒 8 助攻： 陳世念 7 |

| 12月30日 18:00 |

| 賽後數據 |

| 台北達欣 78–66 桃園璞園                              |  |                                                   |
| 每節分數： 22–14、15–13、23–22、18–17                |  |                                                   |
| 得分： 周儀翔 22 篮板： 西姆·布拉 17 助攻： 周儀翔 4 |  | 得分： 戴維斯 20 篮板： 戴維斯 16 助攻： 吳家駿 4 |

| 12月30日 20:00 |

| 賽後數據 |

| 富邦勇士 82–72 台灣銀行                         |  |                                                   |
| 每節分數： 19–27、19–18、24–16、20–11           |  |                                                   |
| 得分： 蔡文誠 20 篮板： 李恩 12 助攻： 林書緯 5 |  | 得分： 奈維爾 18 篮板： 奈維爾 10 助攻： 張博勝 5 |

| 12月31日 18:00 |

| 賽後數據 |

| 桃園璞園 94–76 台灣啤酒                           |  |                                                                        |
| 每節分數： 29–19、19–23、24–18、22–16             |  |                                                                        |
| 得分： 戴維斯 27 篮板： 戴維斯 12 助攻： 林金榜 5 |  | 得分： 布莱恩·戴維斯 27 篮板： 布莱恩·戴維斯 11 助攻： 布莱恩·戴維斯 4 |

| 12月31日 19:00 |

| 賽後數據 |

| 台灣銀行 76–86 裕隆納智捷                         |  |                                                         |
| 每節分數： 19–24、17–17、20–15、20–30             |  |                                                         |
| 得分： 奈維爾 22 篮板： 奈維爾 20 助攻： 李維哲 5 |  | 得分： 周士淵 25 篮板： 賀夫 10 助攻： 陳世念, 葛記豪 4 |

| 1月1日 17:00 |

| 賽後數據 |

| 金門酒廠 62–70 富邦勇士                                 |  |                                                       |
| 每節分數： 18–15、14–14、15–19、15–22                   |  |                                                       |
| 得分： 菲爾普斯 28 篮板： 菲爾普斯 24 助攻： 菲爾普斯 3 |  | 得分： 李恩 18 篮板： 李恩 18 助攻： 林書緯, 蔡文誠 3 |

| 1月1日 19:00 |

| 賽後數據 |

| 裕隆納智捷 66–81 台北達欣                          |  |                                                         |
| 每節分數： 16–16、20–18、14–24、16–23              |  |                                                         |
| 得分： 賀夫 23 篮板： 賀夫 9 助攻： 賀夫, 葛記豪 3 |  | 得分： 西姆·布拉 20 篮板： 西姆·布拉 18 助攻： 周儀翔 6 |

### 第9週
| 1月6日 18:00 |

| 賽後數據 |

| 台灣啤酒 83–75 金門酒廠                                                 |  |                                                       |
| 每節分數： 27–17、19–18、19–21、18–19                                   |  |                                                       |
| 得分： 布莱恩·戴維斯 25 篮板： 布莱恩·戴維斯 12 助攻： 于煥亞, 蔣淯安 4 |  | 得分： 菲爾普斯 25 篮板： 菲爾普斯 14 助攻： 王泰傑 4 |

| 1月6日 20:00 |

| 賽後數據 |

| 桃園璞園 69–61 台灣銀行                           |  |                                                   |
| 每節分數： 8–13、17–12、18–21、26–15              |  |                                                   |
| 得分： 戴維斯 20 篮板： 戴維斯 11 助攻： 施晉堯 3 |  | 得分： 奈維爾 14 篮板： 奈維爾 13 助攻： 李維哲 5 |

| 1月7日 15:00 |

| 賽後數據 |

| 金門酒廠 73–84 裕隆納智捷                       |  |                                                   |
| 每節分數： 19–28、23–20、13–16、18–20           |  |                                                   |
| 得分： 賀夫 31 篮板： 周伯臣 11 助攻： 陳世念 4 |  | 得分： 陳冠全 14 篮板： 蘇奕晉 10 助攻： 蘇奕晉 4 |

| 1月7日 17:00 |

| 賽後數據 |

| 台灣銀行 84–97 台北達欣                                  |  |                                                      |
| 每節分數： 15–32、14–16、30–22、25–27                    |  |                                                      |
| 得分： 李維哲 21 篮板： 成力煥, 吳祐任 6 助攻： 成力煥 6 |  | 得分： 周儀翔 25 篮板： 西姆·布拉 16 助攻： 林冠綸 7 |

| 1月7日 19:00 |

| 賽後數據 |

| 富邦勇士 75–72 桃園璞園                           |  |                                                   |
| 每節分數： 16–17、24–15、15–27、20–13             |  |                                                   |
| 得分： 林書緯 20 篮板： 蔡文誠 11 助攻： 林書緯 4 |  | 得分： 戴維斯 19 篮板： 戴維斯 10 助攻： 吳家駿 5 |

| 1月8日 15:00 |

| 賽後數據 |

| 台北達欣 78–76 金門酒廠                                 |  |                                                     |
| 每節分數： 25–24、22–6、18–24、13–22                    |  |                                                     |
| 得分： 西姆·布拉 24 篮板： 西姆·布拉 20 助攻： 周儀翔 4 |  | 得分： 簡偉儒 30 篮板： 菲爾普斯 16 助攻： 李秉鴻 5 |

| 1月8日 17:00 |

| 賽後數據 |

| 裕隆納智捷 63–84 桃園璞園                     |  |                                                           |
| 每節分數： 8–18、16–18、21–19、18–29          |  |                                                           |
| 得分： 賀夫 18 篮板： 賀夫 13 助攻： 呂政儒 4 |  | 得分： 戴維斯 19 篮板： 戴維斯 20 助攻： 戴維斯, 吳岱豪 2 |

| 1月8日 19:00 |

| 賽後數據 |

| 台灣啤酒 74–72 富邦勇士                                                  |  |                                                 |
| 每節分數： 19–18、20–26、19–12、16–18                                    |  |                                                 |
| 得分： 于煥亞 21 篮板： 布莱恩·戴維斯 10 助攻： 呂奇旻, 于煥亞, 蔣淯安 4 |  | 得分： 林書緯 19 篮板： 李恩 16 助攻： 林書緯 4 |

### 第10週
| 1月13日 18:00 |

| 賽後數據 |

| 裕隆納智捷 71–62 台灣銀行                          |  |                                                       |
| 每節分數： 11–19、23–14、19–18、18–11              |  |                                                       |
| 得分： 賀夫 23 篮板： 賀夫, 呂政儒 8 助攻： 賀夫 3 |  | 得分： 李恩 13 篮板： 李恩 17 助攻： 李維哲, 陳順詳 2 |

| 1月13日 20:00 |

| 賽後數據 |

| 金門酒廠 68–84 台灣啤酒                                       |  |                                                                        |
| 每節分數： 18–22、16–20、16–25、18–17                         |  |                                                                        |
| 得分： 陳冠全, 菲爾普斯 14 篮板： 菲爾普斯 14 助攻： 簡偉儒 5 |  | 得分： 布莱恩·戴維斯 18 篮板： 布莱恩·戴維斯 11 助攻： 布莱恩·戴維斯 5 |

| 1月14日 15:00 |

| 賽後數據 |

| 富邦勇士 77–91 台北達欣                        |  |                                                      |
| 每節分數： 14–21、20–23、22–26、21–21          |  |                                                      |
| 得分： 蔡文誠 17 篮板： 巴隆 8 助攻： 張伯維 3 |  | 得分： 周怡翔 24 篮板： 西姆·布拉 23 助攻： 張智峰 5 |

| 1月14日 17:00 |

| 賽後數據 |

| 台灣啤酒 73–76 裕隆納智捷                   |  |                                                                        |
| 每節分數： 20–22、18–22、8–12、27–20        |  |                                                                        |
| 得分： 賀夫 24 篮板： 賀夫 11 助攻： 賀夫 5 |  | 得分： 布莱恩·戴維斯 30 篮板： 布莱恩·戴維斯 23 助攻： 布莱恩·戴維斯 5 |

| 1月14日 19:00 |

| 賽後數據 |

| 台灣銀行 56–69 桃園璞園                       |  |                                                                                   |
| 每節分數： 14–12、18–17、14–24、10–16         |  |                                                                                   |
| 得分： 李恩 14 篮板： 李恩 17 助攻： 李維哲 4 |  | 得分： 戴維斯 17 篮板： 戴維斯 13 助攻： 林任鴻, 戴維斯, 吳家駿, 林金榜, 吳宏興 1 |

| 1月15日 15:00 |

| 賽後數據 |

| 台北達欣 58–70 台灣啤酒                              |  |                                                                        |
| 每節分數： 21–18、11–22、6–17、20–13                 |  |                                                                        |
| 得分： 呂濟而 17 篮板： 西姆·布拉 16 助攻： 周儀翔 3 |  | 得分： 布莱恩·戴維斯 18 篮板： 布莱恩·戴維斯 17 助攻： 布莱恩·戴維斯 7 |

| 1月15日 17:00 |

| 賽後數據 |

| 富邦勇士 67–55 台灣銀行                         |  |                                               |
| 每節分數： 11–13、16–15、15–10、25–17           |  |                                               |
| 得分： 林書緯 19 篮板： 巴隆 15 助攻： 林書緯 4 |  | 得分： 李恩 18 篮板： 李恩 21 助攻： 李維哲 3 |

| 1月15日 19:00 |

| 賽後數據 |

| 桃園璞園 65–86 金門酒廠                                   |  |                                                         |
| 每節分數： 17–23、10–23、19–17、19–23                     |  |                                                         |
| 得分： 吳家駿 17 篮板： 戴維斯 10 助攻： 戴維斯, 吳家駿 3 |  | 得分： 菲爾普斯 22 篮板： 菲爾普斯 13 助攻： 菲爾普斯 5 |

### 明星賽週
| 1月21日 |

| 賽後數據 |

| 明星白隊 123–123 明星紅隊                                     |  |                                                 |
| 每節分數： 35–36、35–24、28–37、24–25                         |  |                                                 |
| 得分： 菲爾普斯 45 篮板： 菲爾普斯 20 助攻： 林書緯, 周儀翔 4 |  | 得分： 呂政儒 27 篮板： 李恩 14 助攻： 張智峰 7 |

### 第11週
| 2月3日 18:00 |

| 賽後數據 |

| 金門酒廠 77–64 富邦勇士                               |  |                                                                    |
| 每節分數： 23–19、14–15、24–13、16–17                 |  |                                                                    |
| 得分： 菲爾普斯 35 篮板： 菲爾普斯 20 助攻： 林韋翰 4 |  | 得分： 蔡文誠 18 篮板： 派翠克·歐布萊恩 19 助攻： 林書緯, 洪志善 3 |

| 2月3日 20:00 |

| 賽後數據 |

| 台北達欣 82–85 桃園璞園                                         |  |                                                   |
| 每節分數： 23–23、16–14、17–17、26–31                           |  |                                                   |
| 得分： 西姆·布拉 30 篮板： 西姆·布拉 25 助攻： 蘇翊傑, 林宜輝 4 |  | 得分： 李啟瑋 19 篮板： 戴維斯 12 助攻： 吳家駿 4 |

| 2月4日 15:00 |

| 賽後數據 |

| 台灣銀行 85–68 金門酒廠                         |  |                                                       |
| 每節分數： 22–10、21–17、25–20、17–21           |  |                                                       |
| 得分： 張博勝 28 篮板： 李恩 21 助攻： 李維哲 9 |  | 得分： 菲爾普斯 29 篮板： 菲爾普斯 13 助攻： 陳文宏 3 |

| 2月4日 17:00 |

| 賽後數據 |

| 桃園璞園 65–87 台灣啤酒                        |  |                                                                 |
| 每節分數： 10–27、14–17、17–17、24–26          |  |                                                                 |
| 得分： 簡浩 17 篮板： 戴維斯 6 助攻： 李啟瑋 3 |  | 得分： 布莱恩·戴維斯 26 篮板： 布莱恩·戴維斯 19 助攻： 蔣淯安 4 |

| 2月4日 19:00 |

| 賽後數據 |

| 富邦勇士 92–79 新北裕隆                                             |  |                                               |
| 每節分數： 29–14、15–20、19–15、29–30                               |  |                                               |
| 得分： 派翠克·歐布萊恩 16 篮板： 派翠克·歐布萊恩 13 助攻： 林書緯 8 |  | 得分： 賀夫 33 篮板： 賀夫 14 助攻： 呂政儒 3 |

| 2月5日 15:00 |

| 賽後數據 |

| 台灣啤酒 86–76 台灣銀行                                                 |  |                                               |
| 每節分數： 21–16、16–17、22–21、27–22                                   |  |                                               |
| 得分： 朱億宗, 于煥亞 15 篮板： 布莱恩·戴維斯 11 助攻： 布莱恩·戴維斯 7 |  | 得分： 李恩 20 篮板： 李恩 13 助攻： 陳順詳 5 |

| 2月5日 17:00 |

| 賽後數據 |

| 新北裕隆 65–70 台北達欣                     |  |                                                         |
| 每節分數： 17–16、15–14、19–22、14–18       |  |                                                         |
| 得分： 賀夫 29 篮板： 賀夫 10 助攻： 賀夫 4 |  | 得分： 西姆·布拉 29 篮板： 西姆·布拉 17 助攻： 周儀翔 4 |

| 2月5日 19:00 |

| 賽後數據 |

| 桃園璞園 84–80 富邦勇士                                         |  |                                                   |
| 每節分數： 20–21、16–29、21–8、27–22                            |  |                                                   |
| 得分： 戴維斯 27 篮板： 戴維斯 17 助攻： 施晉堯, 簡浩, 彭俊彥 3 |  | 得分： 蔡文誠 25 篮板： 蔡文誠 12 助攻： 林書緯 7 |

### 第12週
| 2月10日 18:00 |

| 賽後數據 |

| 金門酒廠 91–99 台灣啤酒                               |  |                                                                 |
| 每節分數： 23–26、21–19、24–23、23–31                 |  |                                                                 |
| 得分： 菲爾普斯 42 篮板： 菲爾普斯 16 助攻： 林韋翰 8 |  | 得分： 布莱恩·戴維斯 36 篮板： 布莱恩·戴維斯 15 助攻： 于煥亞 8 |

| 2月10日 20:00 |

| 賽後數據 |

| 台灣銀行 71–83 台北達欣                                 |  |                                                   |
| 每節分數： 9–19、22–28、18–16、22–20                    |  |                                                   |
| 得分： 李維哲, 張博勝 14 篮板： 李恩 12 助攻： 張博勝 3 |  | 得分： 周儀翔 21 篮板： 周儀翔 11 助攻： 林冠綸 3 |

| 2月11日 15:00 |

| 賽後數據 |

| 台灣啤酒 76–72 富邦勇士                                                 |  |                                                           |
| 每節分數： 16–21、23–14、14–20、23–17                                   |  |                                                           |
| 得分： 布莱恩·戴維斯 28 篮板： 布莱恩·戴維斯 10 助攻： 蔣淯安, 李愷諺 3 |  | 得分： 蔡文誠 16 篮板： 派翠克·歐布萊恩 9 助攻： 林書緯 4 |

| 2月11日 17:00 |

| 賽後數據 |

| 新北裕隆 63–75 桃園璞園                      |  |                                                   |
| 每節分數： 16–15、16–27、11–17、20–16        |  |                                                   |
| 得分： 潘冠翰 12 篮板： 賀夫 8 助攻： 賀夫 5 |  | 得分： 戴維斯 21 篮板： 戴維斯 20 助攻： 施晉堯 5 |

| 2月11日 19:00 |

| 賽後數據 |

| 台北達欣 86–90 金門酒廠                                 |  |                                                       |
| 每節分數： 22–19、26–17、14–21、24–33                   |  |                                                       |
| 得分： 西姆·布拉 24 篮板： 西姆·布拉 20 助攻： 周儀翔 3 |  | 得分： 菲爾普斯 38 篮板： 菲爾普斯 15 助攻： 林韋翰 6 |

| 2月12日 15:00 |

| 賽後數據 |

| 富邦勇士 83–80 台灣銀行                                    |  |                                                 |
| 每節分數： 18–35、21–15、26–17、18–13                      |  |                                                 |
| 得分： 張伯維 19 篮板： 派翠克·歐布萊恩 16 助攻： 蔡文誠 3 |  | 得分： 郭少傑 20 篮板： 李恩 15 助攻： 李維哲 9 |

| 2月12日 17:00 |

| 賽後數據 |

| 桃園璞園 91–98 台北達欣（OT）                             |  |                                                      |
| 每節分數： 22–20、21–23、20–19、19–20、： 9–16            |  |                                                      |
| 得分： 戴維斯 34 篮板： 戴維斯, 林金榜 12 助攻： 陳堅恩 7 |  | 得分： 周儀翔 24 篮板： 西姆·布拉 10 助攻： 蘇翊傑 6 |

| 2月12日 19:00 |

| 賽後數據 |

| 新北裕隆 83–77 台灣啤酒                               |  |                                                                                |
| 每節分數： 21–20、24–20、18–18、20–19                 |  |                                                                                |
| 得分： 陳世念 19 篮板： 賀夫 11 助攻： 賀夫, 陳世念 4 |  | 得分： 布莱恩·戴維斯 29 篮板： 布莱恩·戴維斯 19 助攻： 布莱恩·戴維斯, 蔣淯安 4 |

### 第13週
| 2月17日 18:00 |

| 賽後數據 |

| 桃園璞園 86–94 臺灣銀行                           |  |                                                 |
| 每節分數： 13–24、17–23、25–20、31–27             |  |                                                 |
| 得分： 戴維斯 27 篮板： 戴維斯 11 助攻： 彭俊諺 3 |  | 得分： 李維哲 27 篮板： 李恩 11 助攻： 郭少傑 3 |

| 2月17日 20:00 |

| 賽後數據 |

| 金門酒廠 86–88 富邦勇士（OT）                                   |  |                                                                    |
| 每節分數： 17–21、15–22、16–18、28–15、： 10–12                 |  |                                                                    |
| 得分： 菲爾普斯 21 篮板： 菲爾普斯 13 助攻： 菲爾普斯, 林韋翰 3 |  | 得分： 宋宇軒 24 篮板： 派翠克·歐布萊恩 16 助攻： 蔡文誠, 林書緯 5 |

| 2月18日 17:00 |

| 賽後數據 |

| 台北達欣 97–85 台灣啤酒                                 |  |                                                                        |
| 每節分數： 20–19、24–20、22–24、31–22                   |  |                                                                        |
| 得分： 西姆·布拉 24 篮板： 西姆·布拉 14 助攻： 蘇翊傑 6 |  | 得分： 布莱恩·戴維斯 27 篮板： 布莱恩·戴維斯 10 助攻： 布莱恩·戴維斯 9 |

| 2月18日 19:00 |

| 賽後數據 |

| 富邦勇士 84–90 新北裕隆                                             |  |                                               |
| 每節分數： 20–20、18–20、16–26、30–24                               |  |                                               |
| 得分： 宋宇軒 20 篮板： 派翠克·歐布萊恩 13 助攻： 派翠克·歐布萊恩 6 |  | 得分： 賀夫 34 篮板： 賀夫 10 助攻： 陳世念 3 |

| 2月19日 17:00 |

| 賽後數據 |

| 桃園璞園 80–84 金門酒廠                                   |  |                                                                 |
| 每節分數： 19–26、18–19、17–19、26–20                     |  |                                                                 |
| 得分： 林金榜 13 篮板： 戴維斯 14 助攻： 林金榜, 彭俊諺 2 |  | 得分： 菲爾普斯 28 篮板： 菲爾普斯 18 助攻： 菲爾普斯, 林韋翰 3 |

| 2月19日 19:00 |

| 賽後數據 |

| 新北裕隆 94–68 台灣銀行                      |  |                                                     |
| 每節分數： 21–15、21–17、25–20、27–16        |  |                                                     |
| 得分： 賀夫 29 篮板： 賀夫 9 助攻： 陳世念 3 |  | 得分： 李恩 17 篮板： 李恩 25 助攻： 李恩, 李維哲 3 |

### 第14週
| 2月24日 18:00 |

| 賽後數據 |

| 台灣銀行 72–74 台灣啤酒                       |  |                                                                 |
| 每節分數： 16–15、14–14、24–23、18–22         |  |                                                                 |
| 得分： 李恩 18 篮板： 李恩 22 助攻： 成力煥 5 |  | 得分： 布莱恩·戴維斯 19 篮板： 布莱恩·戴維斯 12 助攻： 蔣淯安 5 |

| 2月24日 20:00 |

| 賽後數據 |

| 台北達欣 71–84 新北裕隆                        |  |                                                  |
| 每節分數： 12–29、11–25、21–17、27–13          |  |                                                  |
| 得分： 呂濟而 13 篮板： 黃鎮 9 助攻： 呂濟而 3 |  | 得分： 周柏臣 17 篮板： 李德威 8 助攻： 柯旻豪 4 |

| 2月25日 17:00 |

| 賽後數據 |

| 金門酒廠 92–91 台灣銀行                                 |  |                                               |
| 每節分數： 24–21、18–21、33–24、17–25                   |  |                                               |
| 得分： 菲爾普斯 25 篮板： 菲爾普斯 14 助攻： 菲爾普斯 3 |  | 得分： 鄭鐵 20 篮板： 李恩 16 助攻： 成力煥 5 |

| 2月25日 19:00 |

| 賽後數據 |

| 台灣啤酒 60–66 桃園璞園                                        |  |                                                                         |
| 每節分數： 18–18、11–13、16–16、15–19                          |  |                                                                         |
| 得分： 李愷諺 13 篮板： 布莱恩·戴維斯 7 助攻： 布莱恩·戴維斯 5 |  | 得分： 戴維斯 (台灣) 24 篮板： 戴維斯 (台灣) 15 助攻： 陳堅恩, 吳岱豪 2 |

| 2月26日 17:00 |

| 賽後數據 |

| 新北裕隆 75–72 金門酒廠                                           |  |                                                   |
| 每節分數： 25–19、17–18、16–13、17–22                             |  |                                                   |
| 得分： 胡凱翔, 吳怡斌 18 篮板： 吳怡斌 17 助攻： 李德威, 陳則語 3 |  | 得分： 鄭騏寬 13 篮板： 李俊緯 10 助攻： 李家慶 4 |

| 2月26日 19:00 |

| 賽後數據 |

| 富邦勇士 67–88 台北達欣                          |  |                                                   |
| 每節分數： 23–37、12–17、16–16、16–18            |  |                                                   |
| 得分： 陳孝榮 16 篮板： 陳孝榮 9 助攻： 陳孝榮 5 |  | 得分： 張家榮 23 篮板： 翁嘉鴻 10 助攻： 翁嘉鴻 6 |

## 季後賽第一輪
(4)富邦勇士 vs (5) 桃園璞園
| 日期             | 時間  | 球隊 （淺色球衣） | 比數    | 球隊 （深色球衣） | 地點           |
| ---------------- | ----- | ----------------- | ------- | ----------------- | -------------- |
| 2017年3月4日(六) | 17:00 | 富邦勇士          | 93：109 | 桃園璞園          | 彰化縣立體育館 |
| 2017年3月5日(日) | 17:00 | 桃園璞園          | 79：66  | 富邦勇士          | 彰化縣立體育館 |
| 2017年3月7日(二) | 19:00 | 富邦勇士          | 78：79  | 桃園璞園          | 彰化縣立體育館 |

(3) 台灣啤酒 vs (6) 金門酒廠
| 日期             | 時間  | 球隊 （淺色球衣） | 比數   | 球隊 （深色球衣） | 地點           |
| ---------------- | ----- | ----------------- | ------ | ----------------- | -------------- |
| 2017年3月4日(六) | 19:00 | 台灣啤酒          | 89：80 | 金門酒廠          | 彰化縣立體育館 |
| 2017年3月5日(日) | 19:00 | 金門酒廠          | 64：78 | 台灣啤酒          | 彰化縣立體育館 |

## 季後賽第二輪
(1) 台北達欣 vs (5) 桃園璞園
| 日期              | 時間  | 球隊 （淺色球衣） | 比數          | 球隊 （深色球衣） | 地點       |
| ----------------- | ----- | ----------------- | ------------- | ----------------- | ---------- |
| 2017年3月11日(六) | 17:00 | 台北達欣          | 68：67        | 桃園璞園          | 板橋體育館 |
| 2017年3月12日(日) | 17:00 | 桃園璞園          | 87：98        | 台北達欣          | 板橋體育館 |
| 2017年3月14日(二) | 18:00 | 台北達欣          | 107：101(OT2) | 桃園璞園          | 板橋體育館 |
| 2017年3月16日(四) | 18:00 | 桃園璞園          | 81：67        | 台北達欣          | 板橋體育館 |
| 2017年3月18日(六) | 17:00 | 台北達欣          | 75：63        | 桃園璞園          | 板橋體育館 |

(2) 裕隆納智捷 vs (3) 台灣啤酒
| 日期              | 時間  | 球隊 （淺色球衣） | 比數   | 球隊 （深色球衣） | 地點       |
| ----------------- | ----- | ----------------- | ------ | ----------------- | ---------- |
| 2017年3月11日(六) | 19:00 | 裕隆納智捷        | 68：61 | 台灣啤酒          | 板橋體育館 |
| 2017年3月12日(日) | 19:00 | 台灣啤酒          | 85：73 | 裕隆納智捷        | 板橋體育館 |
| 2017年3月14日(二) | 20:00 | 新北裕隆          | 68：76 | 台灣啤酒          | 板橋體育館 |
| 2017年3月16日(四) | 20:00 | 台灣啤酒          | 67：78 | 裕隆納智捷        | 板橋體育館 |
| 2017年3月18日(六) | 19:00 | 裕隆納智捷        | 65：59 | 台灣啤酒          | 板橋體育館 |
| 2017年3月19日(日) | 19:00 | 台灣啤酒          | 68：74 | 裕隆納智捷        | 板橋體育館 |

## 冠軍賽
(1) 台北達欣 vs (2)新北裕隆
| 日期              | 時間  | 球隊 （淺色球衣） | 比數   | 球隊 （深色球衣） | 地點       | 備註 |
| ----------------- | ----- | ----------------- | ------ | ----------------- | ---------- | ---- |
| 2017年3月25日(六) | 19:00 | 台北達欣          | 71：61 | 新北裕隆          | 新莊體育館 |      |
| 2017年3月26日(日) | 19:00 | 新北裕隆          | 84：92 | 台北達欣          | 新莊體育館 |      |
| 2017年3月28日(二) | 19:00 | 台北達欣          | 80：72 | 新北裕隆          | 新莊體育館 |      |
| 2017年3月30日(四) | 19:00 | 新北裕隆          | 77：98 | 台北達欣          | 新莊體育館 |      |

## 個人獎項

### 單週最佳球員
| 週次 | 最佳球員 | 備註                                                            |
| ---- | -------- | --------------------------------------------------------------- |
| 一   | 洪志善   | 在開幕週繳出平均11.5分的雙位數得分火力。                        |
| 二   | 蔡文誠   | 上週2戰繳出平均19分9籃板。                                      |
| 三   | 賀夫     | 上週3戰繳出平均21.7分、9.3籃板、3.3助攻、3阻攻的全能表現。      |
| 四   | 周伯勳   | 上週2戰場均19分、7.5籃板、1抄截，其中罰球線上19次出手全部命中。 |
| 五   | 布拉     | 上週3場繳出平均24分、14.7籃板、4.3阻攻的驚人數據。              |
| 六   | 李維哲   | 上週2戰平均10.5分、4籃板、2.5助攻、1抄截。                      |
| 七   | 林宜輝   | 上週2戰平均繳出22分、4.5籃板，是單週得分最高的本土球員。        |
| 八   | 張智峰   | 上週2戰共得到19分11籃板4助攻3抄截。                             |
| 九   | 煥亞     | 上週2戰平均攻得18分送出4助攻。                                  |
| 十   | 戴維斯   | 上週3連戰繳出平均22分17籃板5.6助攻3.3抄截2阻攻的全能成績單      |
| 十一 | 煥亞     | 上週2戰平均攻得18分2籃板2.5助攻1.5抄截                          |
| 十二 | 蔣淯安   | 上週3連戰平均攻得19分3助攻1.7抄截                               |
| 十三 | 賀夫     | 上週2戰繳出平均31.5分、9.5籃板、2抄截2.5阻攻                    |
| 十四 | 胡凱翔   | 平均攻下15.5分、3.5籃板、1助攻、2抄截                           |

### 單月最佳球員MVP
| 月份           | MVP       | 備註                                                    |
| -------------- | --------- | ------------------------------------------------------- |
| 十一月、十二月 | 蔡文誠    | 出賽6場，平均上場31分鐘，可攻下15.3分、8.1籃板、1.5助攻 |
| 一月           | 西姆·布拉 | 出賽11場，繳出場均20.9分、15.5籃板、3.1阻攻             |
| 二、三月       | 賀夫      | 出賽12場，繳出23.4分、9.8籃板、2.8助攻及3.7阻攻         |

### 個人獎
- 年度最佳洋將：Sim Bhullar (台北達欣)
- 年度進步獎： (台啤)
- 年度防守球員：Herve Lamizana(裕隆納智捷)、葛記豪(裕隆納智捷)
- 年度第六人：宋宇軒 (富邦)
- 年度最佳教練：邱大宗 (台北達欣)
- 年度最佳新人：李愷諺 (台啤)
- 年度MVP：周儀翔 (台北達欣)
- 總冠軍MVP：蘇翊傑 (台北達欣)
- 得分王：Eugene Phelps（英语：菲爾普斯）(金酒)
- 助攻王：Bryan Davis (台啤)
- 籃板王：Eugene Phelps（英语：菲爾普斯）(金酒)
- 抄截王：Bryan Davis (台啤)
- 阻攻王：Herve Lamizana(新北裕隆)
- 年度第一隊：周儀翔 (台北達欣)、蔡文誠 (富邦)、Sim Bhullar (台北達欣)、李維哲 (台銀)、呂政儒(裕隆納智捷)

## 外部連結
- SBL官網 （页面存档备份，存于）